# Stanisław Sekutowicz
Stanisław Sekutowicz (ur. 17 listopada 1907 w Brodeckim, zm. 5 maja 1944 na Morzu Irlandzkim) – polski zoolog, kapitan obserwator Polskich Sił Powietrznych w Wielkiej Brytanii, kawaler Virtuti Militari.

## Życiorys
Syn Stefana Sekutowicza i Heleny z Mataszewskich. Od 1919 był uczniem warszawskiego III Gimnazjum im. Jana Zamoyskiego, ale po dwóch latach razem z matką przeprowadził się do Turku i tam w 1925 uzyskał świadectwo dojrzałości. Następnie powrócił do Warszawy, gdzie rozpoczął studia przyrodnicze z zoologii na Uniwersytecie Warszawskim. W 1932 napisał pod kierunkiem prof. Konstantego Janickiego pracę pt. Badania nad rozwojem i biologią Caryophyllaeus laticeps (Pallas), która dwa lata później została opublikowana w języku niemieckim. Na jej podstawie uzyskał stopień doktora filozofii w dziedzinie zoologii. Równocześnie rozszerzał swoją wiedzę w zakresie fotografiki, odbywał staż na Wydziale Fizyki UW, a także pracował w firmie „Berent i Plewiński” w dziale optycznym. Jego specjalizacją była fotografia naukowa i dzięki uzyskanym umiejętnością zyskał miano najlepszego mikrofotografa.
Na stopień podporucznika został mianowany ze starszeństwem z dniem 1 stycznia 1935 i 43. lokatą w korpusie oficerów rezerwy aeronautyki.
1 kwietnia 1938 uzyskał etat asystenta w Dziale Pszczelarskim PINGW w Puławach, gdzie z Antonim Demianowiczem badał metody gospodarki pasiecznej. Przedmiotem jego zainteresowań były dawne metody bartne i pszczelarskie, dotarł do nieznanych powszechnie konstrukcji uli m.in. ule huculskie, znamiona bartne w Puszczy Grodzieńskiej i ule pniowe sidzińskie a także nieznany wcześniej rejon gospodarki pszczelarskiej w okolicach Sarn. Od 1938 był członkiem komitetu redakcyjnego czasopisma „Pasieka”. Podczas XII Międzynarodowego Kongresu Pszczelarskiego w Zurychu w 1939 przedstawił zrealizowany rok wcześniej film „Bartnictwo Puszczy Grodzieńskiej”.
W 1939 został zmobilizowany do 2 batalionu balonowego w Legionowie i przydzielony do 7 kompanii balonów obserwacyjnych na stanowisko obserwatora. W jej szeregach wziął udział w kampanii wrześniowej, a następnie przedostał się do Francji, gdzie wstąpił do polskiej formacji lotniczej. Po wkroczeniu hitlerowców został ewakuowany do Wielkiej Brytanii i ukończył tam kurs dla obserwatorów, został awansowany do stopnia kapitana pilota, był instruktorem nawigacyjnym w 6 Jednostce Szkolenia Operacyjnego stacjonującej w Silloth. Posiadał numer służbowy RAF P-0357. Zginął podczas lotu treningowego na pokładzie samolotu Vickers Wellington (nr fabr. MP541) nad Morzem Irlandzkim. Ciał załogi nie odnaleziono.
Po jego śmierci wdowa Antonina Sekutowicz przekazała zgodnie z jego wolą cały zgromadzony księgozbiór dotyczący zoologii bibliotece Zakładu Zoologii Uniwersytetu Warszawskiego.

## Ordery i odznaczenia
- Krzyż Srebrny Orderu Virtuti Militari (pośmiertnie) nr 8434[4]
- Krzyż Walecznych (1943)